# Астрономическая обсерватория Киевского университета
Астрономическая обсерватория Киевского национального университета имени Тараса Шевченко (АО КНУ) или Киевская обсерватория основана в 1845 году в центре города Киев, Украина. Является учредителем Украинской Астрономической Ассоциации.

## Директора обсерватории
- 1845—1855 гг — Василий Фёдорович Фёдоров — первый директор
- 1856—1869 гг — Андрей Петрович Шидловский
- 1869—1901 гг — Митрофан Федорович Хандриков (1837—1915)
- 1901—1920 гг — Роберт Филиппович Фогель (1859—1920)
- 1923—1939 гг — Сергей Данилович Чёрный
- 1939—1953 гг — Сергей Константинович Всехсвятский
- 1953—1972 гг — Александр Федорович Богородский
- 1972—1987 гг — Романчук, Павел Родионович
- 1987—2001 гг — Тельнюк-Адамчук, Владимир Владимирович
- 2001—2004 гг — Гнатык, Богдан Иванович
- с 2004 г — Ефименко, Владимир Михайлович

На протяжении более полувека в штате обсерватории было только два астронома: директор и астроном-наблюдатель. Лишь в 1913 году Совет университета установил должность сверхштатного ассистента.

## История обсерватории
Сначала планировалось разместить университетскую обсерваторию в помещении главного корпуса университета (о чём свидетельствуют имеющиеся архитектурные проекты здания), однако позже решили построить для неё отдельное здание. Эта задача была доверена Викентию Беретти, по чьему проекту она и была построена в 1841—1845 годах и официально открыта 7 февраля 1845 года. Главное здание обсерватории построено в упрощённом стиле позднего классицизма, имеет форму восьмигранной башни. Главный вход в обсерваторию направлен на юг. С западной стороны здания находится зал по меридиану с открытой террасой, на которую выставлялись переносные астрономические инструменты. Четыре ложные колонны с рельефным орнаментом, лестница с перилами сделанная из чугуна, печь обложенная черепицей с лепными украшениями сохранены в центральном холле обсерватории. Архитектурный комплекс обсерватории был частично перестроен в 1860—1890 годах. В годы Великой Отечественной войны основное оборудование обсерватории было эвакуировано в Свердловск, все астрономы призывного возраста ушли на фронт, многие из них погибли в боях за Родину. Лаборатории, дома, павильоны для новых телескопов были построены в 1946—1960 годах.
Обсерватория занимает около 2,6 гектара территории в исторической части Киева. Там расположены главное здание, павильон с меридианными кругом, павильон с горизонтальным солнечным телескопом, три кирпичных павильона, лаборатории и жилые помещения. Отдельного внимания заслуживает астрономический музей. Он имеет около 20 тысяч экспонатов, связанных с наукой, техникой и краеведческими достопримечательностями. Здесь есть старые астрономические инструменты, такие как:
- переносной телескоп, сделанный Эртель (Ertel) в 1838 году;
- астрограф, сделанный Репсольдом (Repsold) в 1895 году;
- меридианный круг, сделанный Репсольдом (Repsold) в 1870 году.

В 1892 году в Киеве впервые со спектроскопом на астрографе получили спектры Солнца. В этом же году, под редакцией профессора П. И. Броунова, стало выходить издание обсерватории под заглавием: «Наблюдения метеорологической обсерватории университета Св. Владимира в Киеве».
С 1923 года начали регулярно отслеживать солнечные активные образования.
1 июня 1979 года Декретом № 442 Совета Министров Украинской ССР главное здание обсерватории было включено в Национальный реестр памятников истории и культуры, как архитектурный памятник национального значения.
1 февраля 2007 года Экспертный совет Государственной службы охраны культурного наследия признал университетскую обсерваторию памятником науки и техники. В 2008 году она внесена в предварительный список Всемирного наследия ЮНЕСКО.
7 февраля 2009 года был торжественно открыт Киевский меридиан.

## Инструменты обсерватории
Старинные инструменты:

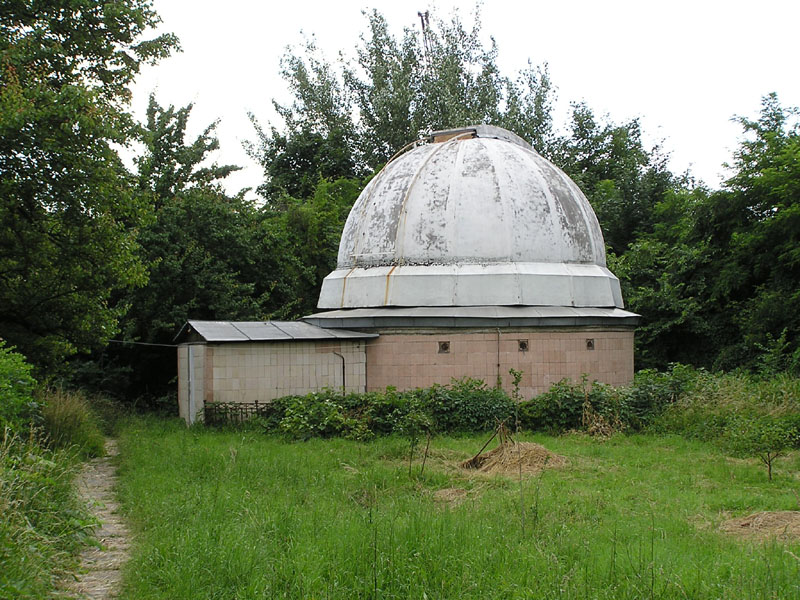
Малое здание обсерватории

- переносной телескоп, сделанный Эртель (Ertel) в 1838 году
- Пассажный круг был куплен в 1838 году
- 9-дюймовый рефрактор Фраунгофера
- часы и хронометры
- рефрактор-астрограф Мерца-Репсольда (два объектива: Dфото=24 см и Dвизуал=20 см; F=4,5м) изготовлен Г. Мерцем и Ф. Малером в 1842 году, в 1845 году установлен в АО КНУ
- меридианный круг, изготовлен фирмой Эртеля (г. Мюнхен, Германия) в 1841 году
- меридианный круг, изготовленный Репсольдом (Repsold) в 1871 году (D=122 мм, F=1,48 м) — наблюдения велись до октября 1996 года
- спектрогелиограф

Современные инструменты:
- Горизонтальный солнечный телескоп (собран в 1947—1954 гг, целостатная группа зеркал: 30, 52, 18 и 14 см) — спектральная установка для отслеживания магнитного поля Солнца
- АФР-2 — хромосферно-фотосферный телескоп (Хромосферный телескоп: D=60 мм, F=5,34/2,14 м; Фотогелиограф: D=130 мм, F=9,08 м)

## Структурные подразделения обсерватории
- Сектор астрометрии
- Отдел физики Солнца и солнечно-земных связей
- Отдел астрометрии и малых тел Солнечной системы
- Отдел астрофизики
- Наблюдательная станция Лесники (15 км на юг от Киева, в 1957 году)
- Наблюдательная станция Пилиповичи (50 км на север от Киева, в 1977 году)

## Направления исследований
- меридианные наблюдения с целью определения точных положений небесных светил и составления звёздных каталогов
- астрономо-геодезические определения
- расчёт орбитальных элементов тел Солнечной системы
- служба Солнца
- спектрофотометрические исследования образований солнечной атмосферы
- оптические и радиолокационные наблюдения метеорных явлений
- исследования комет
- наблюдения ИСЗ

## Основные достижения
Сотрудниками обсерватории открыты две кометы (Чурюмова — Герасименко в 1969 году и Чурюмова — Солодовникова в 1986 году), открыто и исследовано около 600 новых карликовых галактик, исследовано влияние гравитационного линзирования на наблюдательные характеристики космических объектов, созданы серии каталогов положений звёзд и внегалактических радиоисточников, разработана теория свечения протуберанцев, выявлена роль корональных дыр в генерировании солнечного ветра, обоснована научная концепция астероидно-метеорной опасности.

## Адрес обсерватории
г. Киев, Шевченковский район, ул. Обсерваторная, д.3